# فرقة بانزر الرابعة والعشرين (الفيرماخت)
تشكلت فرقة بانزر الرابعة والعشرون في أواخر عام 1941 من فرقة الفرسان الأولى التي تتخذ من كونيجسبيرج مقراً لها.
قاتلت الفرقة على الجبهة الشرقية من يونيو 1942 إلى يناير 1943، عندما تم تدميرها في معركة ستالينجراد. أعيد تشكيلها مرة أخرى إلى الجبهة الشرقية في أواخر عام 1943 وبقي هناك حتى الاستسلام للقوات السوفيتية في مايو 1945.

## الخدمات
تشكلت فرقة الفرسان الأولى بعد فترة وجيزة من اندلاع الحرب العالمية الثانية، في نوفمبر 1939، عندما تم توسيع لواء الفرسان الأول إلى حجم الفرقة. 
كانت الفرقة جزءًا من الغزو الألماني لشمال هولندا حيث واجهت دفاعات ضعيفة فقط لأنها لم تكن منطقة مهمة استراتيجيًا. بعد استسلام الهولنديين، شاركت الفرقة في الإجراءات النهائية لمعركة فرنسا قبل أن يعمل كقوة احتلال هناك ومن بولندا في سبتمبر 1940. شاركت في الغزو الألماني للاتحاد السوفياتي، عملية بربروسا، حيث كانت جزءًا من مجموعة الجيوش الوسطى قبل إرسالها إلى شرق بروسيا لتحويلها إلى فرقة دبابات. 
بعد أن تمركزت في البداية في شمال فرنسا، خدم تحت راية جيش بانزر الرابع في مجموعة الجيوش الجنوبية على الجبهة الشرقية من يونيو 1942. شاركت الفرقة في الاستيلاء على فورونيش، وفي أواخر ديسمبر 1942، تم تطويقه في معركة ستالينجراد وتدميرها. 

## القادة
قادة الفرقة: 
- الجنرال كورت فيلدت - من 28 نوفمبر 1941 إلى 15 أبريل 1942
- جينيرال لوتنانت برونو فون هاوينسشيلد - من 15 أبريل 1942 إلى 12 سبتمبر 1942
- اللواء الرائد أرنو فون لينسكي - من 12 سبتمبر 1942 إلى 31 يناير 1943
- الجنرال ماكسيميليان ريتشسفريهرر فون إديلسهايم - من 1 مارس 1943 إلى 1 أغسطس 1944
- جنيرال مايجور غوستاف أدولف فون نوستيتز-والفيتز - من 1 أغسطس 1944 إلى 25 مارس 1945
- الرائد رودولف فون كنيبل دوبريتز - من 25 مارس 1945 إلى 8 مايو 1945

### قائمة المراجع
- Mitcham، Samuel W. (2000). The Panzer Legions. Mechanicsburg: Stackpole Books. ISBN:978-0-8117-3353-3.  Mitcham، Samuel W. (2000). The Panzer Legions. Mechanicsburg: Stackpole Books. ISBN:978-0-8117-3353-3.  Mitcham، Samuel W. (2000). The Panzer Legions. Mechanicsburg: Stackpole Books. ISBN:978-0-8117-3353-3.
- Stoves، Rolf (1986). Die Gepanzerten und Motorisierten Deutschen Grossverbände 1935 – 1945 [The armoured and motorised German divisions and brigades 1935–45]. باد ناوهايم: Podzun-Pallas Verlag. ISBN:3-7909-0279-9.  Stoves، Rolf (1986). Die Gepanzerten und Motorisierten Deutschen Grossverbände 1935 – 1945 [The armoured and motorised German divisions and brigades 1935–45]. باد ناوهايم: Podzun-Pallas Verlag. ISBN:3-7909-0279-9.  Stoves، Rolf (1986). Die Gepanzerten und Motorisierten Deutschen Grossverbände 1935 – 1945 [The armoured and motorised German divisions and brigades 1935–45]. باد ناوهايم: Podzun-Pallas Verlag. ISBN:3-7909-0279-9.
- Panzers at war ، AJ Barker ، 1978
- وفاة الفارس القفز ، جيسون د مارك ، 2002